# Junta da cabeça

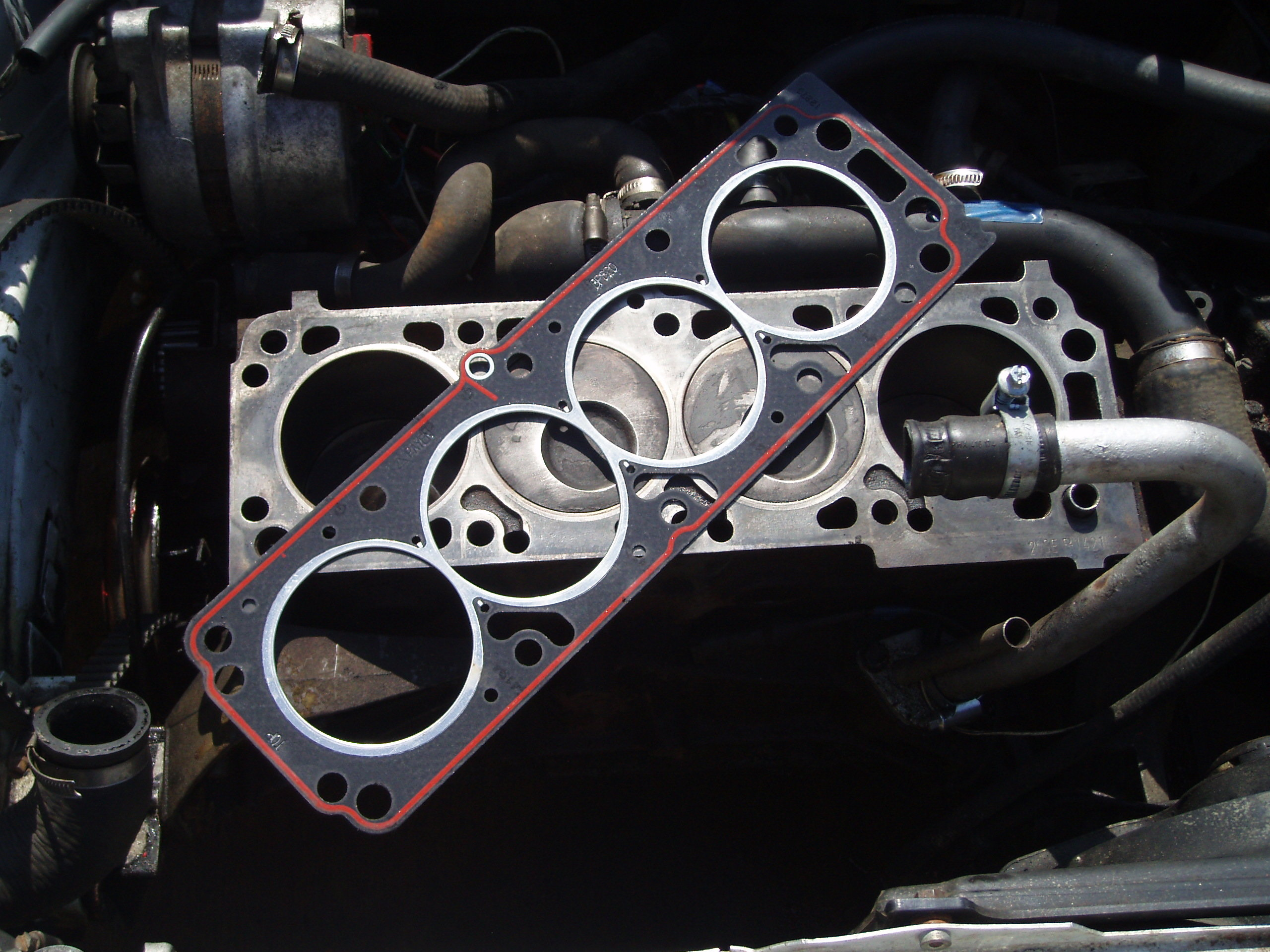
A junta da cabeça pousada sobre o bloco de um motor de quatro cilindros

Em mecânica de motores, a junta da cabeça(pt), junta do cabeçote(pt-BR) ou junta da colaça ou ainda junta de cúpula(pt-AO) situa-se entre o bloco dos cilindros do motor e a respectiva cabeça.

## Finalidade
A junta da cabeça visa assegurar a estanqueidade de cada uma das câmaras de combustão, bem como a continuidade dos circuitos de água de refrigeração do motor e dos circuitos de passagem do óleo lubrificante do motor.
O material da junta tem que estar em condições de impedir a penetração da mistura gasosa, da água ou do óleo nos circuitos adjacentes.
Tem que possuir uma elevada resistência térmica (temperatura de centenas de graus), química (presença de óleo, mistura gasosa, água) e mecânica (pressão de aperto e movimentação das bielas).
A junta possui oríficios para assegurar a continuidade dos vários circuitos que atravessam o motor do automóvel, bem como para a passagem dos parafusos de fixação da cabeça ao bloco motor-chamados parafusos prisioneiros ou pernos.

## Composição
As juntas mais antigas eram constituídas por papel grosso untado com óleo grafitado, sendo depois substituídas por outras com duas folhas de cobre possuindo no seu interior amianto. Com a proibição do uso do amianto na Europa e em muitos países do mundo, essas juntas estão em fase de desaparecimento.
As juntas atuais são geralmente feitas de cartões especificos grafitados e reforçados com uma camada interior em aço, cobre ou de múltiplas folhas de aço (em inglês Multiple Layers Steel ou MLS).

## Avarias

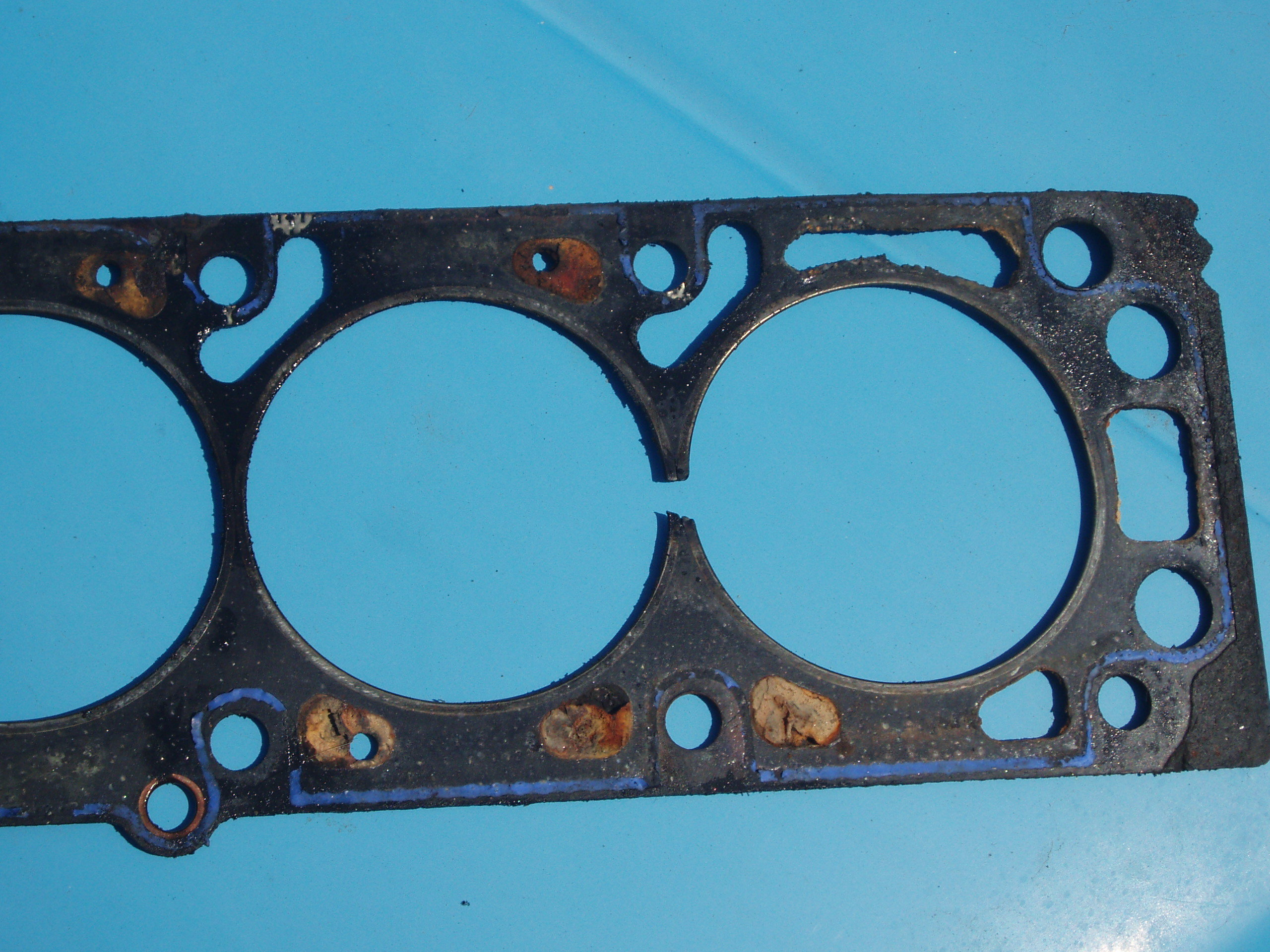
Junta danificada com uma passagem entre dois cilindros contíguos.

Problemas mecânicos nos motores, nomeadamente no sistema de lubrificação, podem provocar a deterioração das juntas.
Uma avaria numa junta pode provocar problemas de perda de potência do motor ou, quando fica degradado o isolamento, a ligação entre circuitos de óleo, água ou gases de admissão ou escape do motor podendo levar a graves danos no motor.

A diminuição da relação de compressão do motor ou um aumento da pressão do circuito de arrefecimento são indícios de problemas com a junta da cabeça.